# Moreton Valence
Moreton Valence – wieś i civil parish w Anglii, w Gloucestershire, w dystrykcie Stroud. W 2011 civil parish liczyła 151 mieszkańców. Moreton Valence jest wspomniana w Domesday Book (1086) jako Mortune.